# Kim Eui Sung
Kim Eui Sung (Hangul: 김의성; nascido no dia 17 de dezembro de 1965) é um ator sul-coreano. Ele estrelou alguns filmes como Office (2015), The Exclusive: Beat The Devil's Tattoo (2015) e Invasão Zumbi (2016).
Ele também aparece na série de televisão W (2016).